# Judgement
Judgement — п'ятий студійний альбом англійської групи Anathema, який був випущений 21 червня 1999 року.

## Композиції
1. Deep - 04:53
2. Pitiless - 03:11
3. Forgotten Hopes - 03:50
4. Destiny Is Dead - 01:47
5. Make It Right (F.F.S.) - 04:19
6. One Last Goodbye - 05:24
7. Parisienne Moonlight - 02:10
8. Judgement - 04:20
9. Don't Look Too Far - 04:57
10. Emotional Winter - 05:54
11. Wings of God - 06:29
12. Anyone, Anywhere - 04:51
13. 2000 & Gone - 04:51
14. Transacoustic - 03:49

## Склад
- Вінсент Кеванах — вокал, гітара
- Джон Дуглас — ударні
- Дейв Пабс — бас гітара
- Деніел Кеванах — гітара